# Éclaireurs Français
L'Éclaireurs Française (EF), è stata un'associazione scout interreligiosa francese, fondata da Pierre de Coubertin nel 1911.

## Storia
De Coubertin appoggiò la volontà di Nicolas Benoit di creare in Francia un movimento scout laico, dopo che questi aveva avuto modo di conoscere Robert Baden-Powell; così il barone francese creò il 27 ottobre 1911 nell'anfiteatro Richelieu della Sorbona di Parigi la Ligue d'Éducation Nationale, basandosi sulle dottrine di Léon Bourgeois sulla solidarietà sociale, volendo educare i giovani da un punto di vista morale, fisico e intellettuale attraverso lo scautismo.
All'interno della Ligue d'Éducation Nationale sorsero tuttavia dei contrasti su alcuni aspetti culturali e religiosi; de Coubertin non voleva adottare la promessa scout né particolari uniformi, in quanto non voleva che lo scautismo diventasse una sorta di identità religiosa, discostandosi quindi nettamente dalle tendenze del mondo anglosassone. Così la Ligue d'Éducation Nationale divenne l'Éclaireurs Français, mentre Nicolas Benoit e Georges Bertier crearono nel 1912 l'Éclaireurs de France. Il logo scelto da de Coubertin per l'Éclaireurs Français era un Gallo con indosso un elmo che sovrastava il motto "Sans Peur" ("Senza Paura"). Gli statuti vennero depositati nel marzo 1912 e il primo presidente dell'associazione fu il viceammiraglio Charles Jesse Bayle.
Le due associazioni su fusero poi il 20 settembre 1964 a Vincennes, dando vita alla Éclaireuses et Éclaireurs de France.